# شان ریگ
شان ریگ (انگلیسی: Sean Rigg؛ زادهٔ ۱ اکتبر ۱۹۸۸) بازیکن فوتبال اهل بریتانیا است.
از باشگاه‌هایی که در آن بازی کرده‌است می‌توان به باشگاه فوتبال بریستول راورز، باشگاه فوتبال فارست گرین راورز، باشگاه فوتبال ای‌اف‌سی ویمبلدون، باشگاه فوتبال گرایس اتلتیک، باشگاه فوتبال آکسفورد یونایتد، و باشگاه فوتبال پورت ویل اشاره کرد.